# Harald Welte

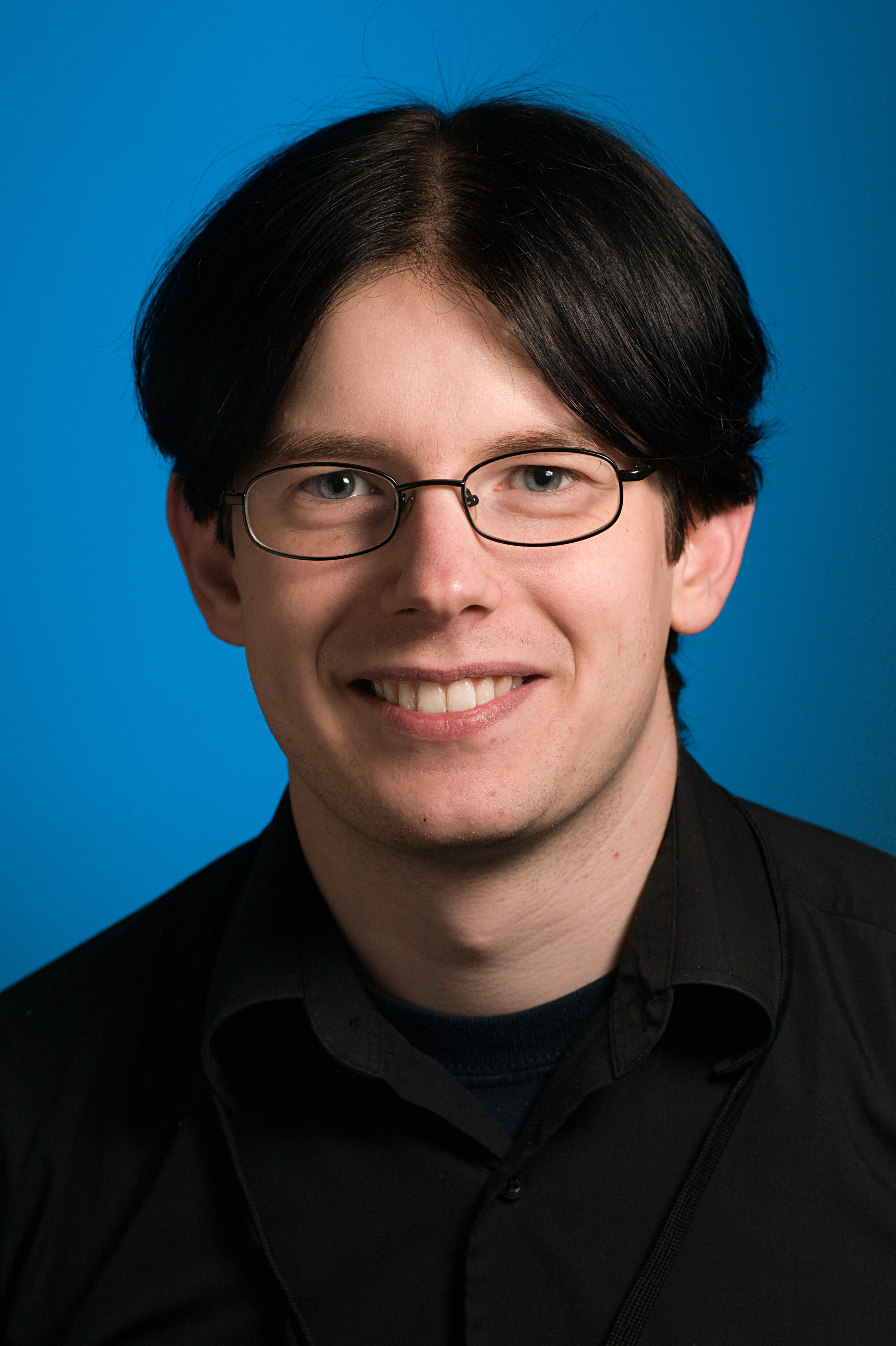
Harald Welte (2010)

Harald Welte (* 1979, Pseudonym LaForge) ist ein deutscher Programmierer und Aktivist der Bewegung für Freie Software. Er wurde bekannt durch das Projekt gpl-violations.org, mit welchem er erstmals auf Verstöße gegen die GNU General Public License aufmerksam machen wollte und auch gerichtliche Auseinandersetzungen gewann. Dafür erhielt er den Free Software Advancement Award 2007 der Free Software Foundation. Er ist Mitglied im Entwicklerteam von netfilter/iptables, der Firewall im Linux-Kernel.
Bis 2007 war Welte maßgeblich an Openmoko beteiligt, verließ das Projekt dann aber aus zeitlichen Gründen. Von 2008 bis Anfang 2010 war er als Berater für das Unternehmen VIA Technologies tätig.
Seit 2009 ist er für die freien GSM-Projekte OpenBSC und OsmocomBB tätig. Welte implementierte beispielsweise den TETRA-Standard für OsmocomTETRA. 2011 gründete er die Firma sysmocom, die kommerzielle Dienstleistungen um diese Projekte herum anbietet.
Im Mai 2016 erreichte er die Aufnahme einer Implementierung des GPRS Tunneling Protocols in den Linux-Kernel (Version 4.7).